# Epistemología jurídica
La epistemología jurídica entra en la reflexión sobre el conocimiento del derecho, se trata de dilucidar si este conocimiento es posible, qué forma o estructura ha de tener, cuáles son sus maneras de presentarse en las sociedades, etc. El conocimiento se ha definido como la relación que el hombre establece con la realidad para producir en el alma el objeto cognitivo (Demócrito, 460-370 a. C. Larroyo, 1972 y Gonzáles de Ibarra Juan de Dios 1997)
Una epistemología es un método de conocer, es un método de conocimiento; si queremos sistematizar un conocimiento sobre el derecho debemos sistematizar el método de obtenerlo; esta cuestión es importante porque ha marcado a lo largo de la historia los diferentes modelos de conocimiento sobre el derecho, dicho de otra manera, el derecho ha tenido diferentes epistemologías a lo largo de la historia, las más importantes han sido el iusnaturalismo (derecho natural) y el iuspositivismo (derecho positivo). El derecho natural es el primer modelo espistemológico y tiene su desarrollo desde los griegos hasta el nacimiento del mecanicismo a finales del siglo XVII o comienzos del XIX, el derecho positivo sigue el modelo epistemológico científico. El primer modelo es un modelo metafísico y por ello presta mucha atención al derecho ideal, mientras que el segundo es un modelo físico y hace mucho hincapié en la medición y valoración de los hechos relacionados con el derecho.